# Tabanus occidentalis
Tabanus occidentalis är en tvåvingeart som beskrevs av H. Oldroyd 1954. Tabanus occidentalis ingår i släktet Tabanus och familjen bromsar.
Artens utbredningsområde är Sierra Leone. Inga underarter finns listade i Catalogue of Life.